# Gyula Moravcsik
Gyula Moravcsik (* 29. Januar 1892 in Budapest, Österreich-Ungarn; † 10. Dezember 1972 ebenda) war ein ungarischer Byzantinist.

## Leben
Der Sohn eines Rechtsanwalts studierte an der Budapester Universität klassische Philologie. 1914 promovierte er dort zum Dr. phil. Bei Ausbruch des Ersten Weltkrieges wurde er Soldat in der österreich-ungarischen Armee und geriet 1915 in russische Kriegsgefangenschaft, in der er bis 1920 in Sibirien verblieb. Während seiner Kriegsgefangenschaft erlernte er sowohl die russische als auch die neugriechische und die türkische Sprache.
Nach seiner Rückkehr aus Sibirien wurde er 1923 Professor am Baron-József-Eötvös-Kollégium in Budapest und dann nach seiner 1924 erfolgten Habilitation zunächst 1932 an der Universität Budapest außerordentlicher und 1936 ordentlicher Professor für griechische Philologie.
Die Schwerpunkte seiner wissenschaftlichen Arbeiten lagen auf dem Gebiet der Auswertung byzantinischer Schriftquellen für die ungarische Geschichte und die der Turkvölker. Diesem Zweck diente vor allem sein bedeutendstes Werk, die ,Byzantinoturcica‘, das 1942/43 erschien und 1958 in erweiterter Form neu aufgelegt wurde. In diesem Werk hat Moravcsik alle bekannten Quellen der ungarisch-byzantinischen Beziehungen in kritischer Zusammenfassung inventarisiert. In weiteren Forschungen untersuchte er die Wort-, Namens- und Legendenbildungen auf ihre Herkunft und ihre Bezüge zu Byzanz.
Für seine wissenschaftlichen Leistungen wurde Gyula Moravcsik am 1. Juni 1967 in den Orden Pour le Mérite für Wissenschaften und Künste als ausländisches Mitglied aufgenommen.

## Werke (Auswahl)
- Byzantinoturcica. Die byzantinischen Quellen der Geschichte der Turkvölker. Bd. 1. 3. unveränderte Auflage. Leiden 1983. erneute Auflage Berlin, Boston: De Gruyter, 2022, doi:10.1515/9783112470527.